# Komorniki (województwo świętokrzyskie)
Komorniki – wieś w Polsce położona w województwie świętokrzyskim, w powiecie włoszczowskim, w gminie Kluczewsko.
Wieś jest sołectwem.
W latach 1954–1961 wieś należała i była siedzibą władz gromady Komorniki, po jej zniesieniu w gromadzie Kluczewsko. W latach 1975–1998 miejscowość administracyjnie należała do województwa piotrkowskiego.

## Historia
W roku 1827 Komorniki w województwie krakowskim, powiecie kieleckim, gminie Kluczewsko posiadały 15 domów i 124 mieszkańców
Według spisu powszechnego z roku 1921 w Komornikach były 84 domy i 502 mieszkańców.